# El Progreso, Santiago Tilantongo
El Progreso är en ort i Mexiko.   Den ligger i kommunen Santiago Tilantongo och delstaten Oaxaca, i den sydöstra delen av landet, 300 km sydost om huvudstaden Mexico City. El Progreso ligger 2 323 meter över havet och antalet invånare är 258.
Terrängen runt El Progreso är kuperad, och sluttar österut. Runt El Progreso är det ganska glesbefolkat, med 24 invånare per kvadratkilometer. Närmaste större samhälle är Asunción Nochixtlán, 17,9 km nordost om El Progreso. Trakten runt El Progreso består i huvudsak av gräsmarker.